# Leila Chaher
Leila Susana Chaher (10 de agosto de 1984, Argentina) es una licenciada en administración, dirigenta y militante política argentina. Fue Legisladora de la Provincia de Jujuy, y desde el 10 de diciembre de 2021, asumió como Diputada de la Nación Argentina por la provincia de Jujuy.

## Biografía

### Infancia y adolescencia
Leila Susana Chaher nació el 10 de agosto de 1984. Hija de "Pichón" Chaher (cocinero y militante provincial) y nieta de Rafael Chaher (uno de los fundadores del Partido Justicialista jujeño, diputado provincial y Preso político durante la dictadura que, en 1955, derrocó a Juan Perón). Estudió (desde el Nivel inicial hasta el nivel secundario) en la Escuela Normal de San Salvador de Jujuy. En dicho establecimiento, estudiaban también sus hermanos e impartía clases su madre. 

### Juventud
En la primera etapa de su juventud, no mostró interés por la política y practicó fútbol y natación en el Club Independiente. Al terminar el colegio continuó con sus estudios universitarios en la ciudad de Córdoba, donde se recibió de Licenciada en Administración en la Universidad Nacional de Córdoba (UNC). Mientras estudió en la UNC, militó en la Iglesia de los Franciscanos. 

### Regreso a Jujuy
Al recibirse de Licenciada, pese a que tenía expectativas laborales y futuro en Córdoba, Leila decidió volver a su provincia natal para "devolverle lo recibido de niña". Allí, comenzó su militancia en la organización política kirchnerista La Cámpora. En 2017, Chaher fue candidata a concejala de la capital provincial de Jujuy.

## Carrera política

### Referente de La Cámpora y funcionaria
Chaher se consagró como referente de La Cámpora jujeña de 2015 a la actualidad. Chaher fue funcionaria del Ministerio de Producción de la Provincia, además también fue coordinadora regional de la Red Comprar de la Secretaria de Comercio de la Nación. Actualmente es docente en Economía en la Universidad Nacional de Jujuy, en la carrera de Licenciatura de Gestión Ambiental, cargo obtenido por concurso público en junio de 2019.

### Legisladora provincial
En las Elecciones provinciales de Jujuy de 2019, Chaher fue electa legisladora provincial, cargo al que juró el 6 de diciembre del mismo año. Entre los proyectos más importantes de Chaher como legisladora de la Provincia de Jujuy se encuentran:
- Licencia Especial por Violencia de género
- Emergencia pública en materia de violencia de género "Iara Rueda" (en homenaje a una adolescente asesinada en septiembre de 2020)[4]
- Ley provincial de "Becas Digitales de Emergencia", que tiene por objetivo promover el acceso a la Educación Virtual o a distancia en las escuelas primarias, colegios secundarios e Institutos de formación superior a través de la asignación de Becas Digitales de emergencia para estudiantes que puedan iniciar, continuar, o finalizar un trayecto pedagógico en cualquiera de estos niveles educativos de gestión estatal con sede en la Provincia de Jujuy.

### Diputada Nacional
Chaher se presentó como primera candidata a Diputada Nacional por Jujuy por el Frente de Todos en las Elecciones legislativas del 14 de noviembre de 2021. La lista que Chaher encabezaba logró obtener una de las tres bancas en disputa por la Provincia (con el 25,9% de los votos). El 10 de diciembre de 2021, Chaher asumirá como Diputada por Jujuy. Leila fue la primera mujer en encabezar una lista de unidad del Partido Justicialista.